# Skanerzy
Skanerzy (tytuł oryg. Scanners; inne tłum. Telepaci, Skanersi) – kanadyjski film fabularny z 1981 roku w reżyserii Davida Cronenberga.